# Parco naturale nazionale Podilski Tovtry
Il Parco naturale nazionale Podilski Tovtry (in ucraino Подільські Товтри?, Podil'ski Tovtry) è un parco naturale situato nell'oblast' di Chmel'nyc'kyj, in Ucraina. Fondato nel 1996, esso si estende su una superficie di 261.316 ettari che comprende i rajon di Horodok, Čemerivci e Kam"janec'-Podil's'kyj. Dal 13 luglio 2017 è patrimonio UNESCO in quanto parte delle antiche faggete primordiali dei Carpazi.
Di interesse scientifico e ambientale, il parco fa parte dell'ECONET nazionale ed europeo ucraino e comprende il corridoio del fiume Dnestr e due zone umide di importanza internazionale quali il fiume Smotryč inferiore e la baia Bakotc'ka. Al suo interno vi si trovano numerose specie animali e vegetali rare, relitte ed endemiche, che sono incluse nella Lista rossa IUCN e nella Convenzione di Berna (1979). La vegetazione naturale occupa poco più del 17% dell'area, il paesaggio agricolo ne comprende il 56,6% e quello urbano il 15,1%.
Le attività del parco comprendono la regolamentazione del regime idrologico, il ripristino dei biotopi autoctoni, la reintroduzione di specie vegetali estinte localmente e il monitoraggio delle specie rare.

## Descrizione
La flora del parco comprende 1543 specie di piante vascolari. Tra le famiglie di piante aliene vi sono asteraceae, brassicaceae, poaceae, fabaceae, lamiaceae, rosaceae, chenopodiaceae, boraginaceae, apiaceae, solanaceae e scrophulariaceae. La forma di vita dominante è rappresentata dalle terofite, di cui si identificano 188 specie, mentre tra le forme ecologiche più diffuse si attestano submesofite, mesofite e subxerofite.
Tra alcune piante presenti si citano la Ailanthus altissima, Astragalus albidus, Pulsatilla nigricans, Poaversicolor, Stipa pennata, Phalacroloma annuum e Pinus sylvestris.